# Тирновці (Силістринська область)
Ти́рновці (болг. Търновци) — село в Силістринській області Болгарії. Входить до складу общини Тутракан.

## Населення
За даними перепису населення 2011 року у селі проживали 378 осіб, з них 356 осіб (95,7%) — турки.
Розподіл населення за віком у 2011 році:
Динаміка населення: